# 唐丸

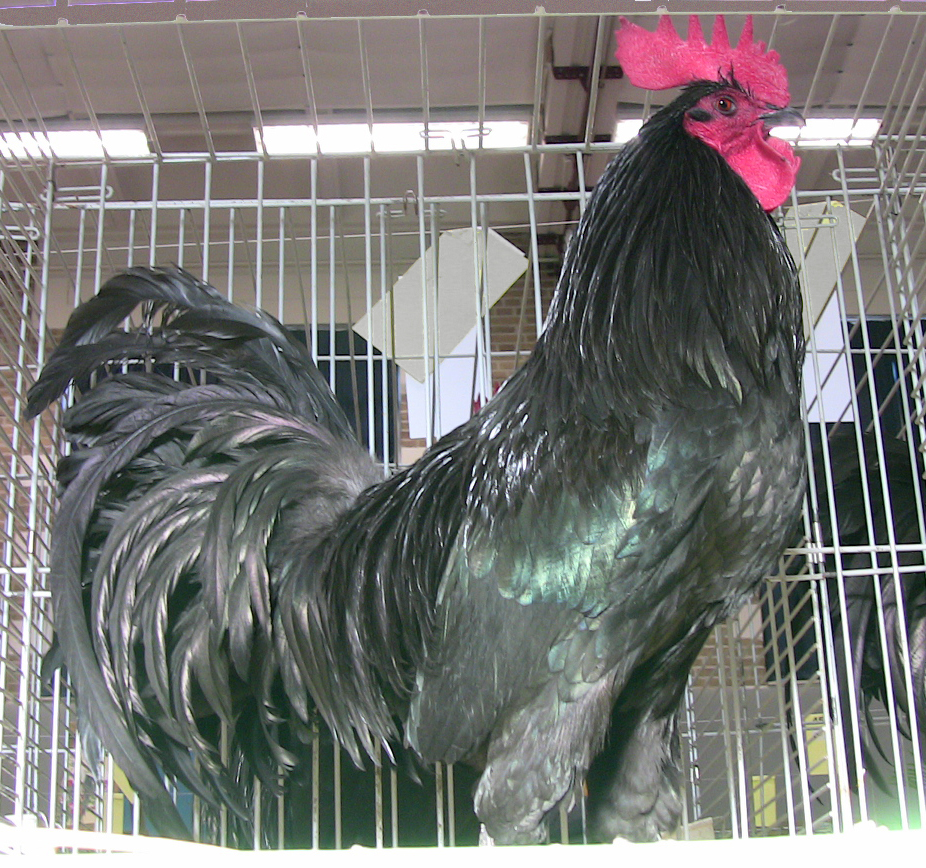

唐丸（とうまる、Tomaru、鶤鶏）とは、ニワトリの品種の一つである。東天紅・声良とともに日本3大長鳴鶏の一つとして知られる。
1939年に日本国の天然記念物に指定された名称は蜀鶏であるが、一般的に唐丸が用いられる。

## 概要
原産地は新潟県であるが江戸時代初期にオランダもしくは中国から日本にもたらされた大型の鶏に越後地方の地鶏や軍鶏、小国などの長鳴鶏を交配し本品種が作出されたと考えられている。
元の大型のものを大唐丸、長鳴性を有するものを鳴唐丸と称していたこともあったが、今は大唐丸は絶滅している。
鳴き声には音量と張りがあり、10-15秒鳴き、18秒鳴き続ける個体もみられる。
羽色は白色・黒色。姿が黒柏に似るが謡羽（尾）が体に対し４０°の角度を有する。
平均体重：オス3.6kg　メス3.0kg　単冠